# Anisomelia oriolata
Anisomelia oriolata là một loài bướm đêm trong họ Geometridae.